# Telefonnachrichten
|  | Dieser Artikel wurde aufgrund von inhaltlichen Mängeln auf der Qualitätssicherungsseite des Portals Medienwissenschaft eingetragen. Dies geschieht, um die Qualität der Artikel aus den Themengebieten Journalismus, Medien- und Kommunikationswissenschaften auf ein akzeptables Niveau zu bringen. Hilf mit, den Artikel zu verbessern, und beteilige dich an der Diskussion! |

Telefonnachrichten sind eine Erfindung des ungarischen Unternehmers und Telefonpioniers Tivadar Puskás (1844–1893). Er führte um 1850 in Budapest einen Nachrichtendienst ein, bei dem Telefonkunden einen aufgezeichneten Text mit Nachrichten abhören konnten.
Vorläufer der Telefonnachrichten waren ursprünglich das Theatrophon (1881) in Frankreich und später die Telefonzeitungen in verschiedenen europäischen Ländern wie Ungarn, Italien und England. Diese Angebote über das telefonische Verteilsystem umfassten in erster Linie Konzerte, Theater- und Opernaufführungen sowie auch kurze Nachrichtensendungen.

## Österreich
In Österreich wurden die ersten Tonbandnachrichtendienste in den 1940er Jahren eingeführt. Zunächst auf aktuelle Fußballergebnisse und Zeitansagen beschränkt, entstand in den Folgejahren ein breites Angebot an Telefonnachrichtendiensten, die unter den Rufnummern 1500 bis 1599 erreichbar waren. Über Jahrzehnte waren die ersten Seiten des Telefonbuchs mit Nummern für diverse Tonbanddienste gefüllt, die anfangs von den Rundfunkübertragungsstellen der Fernmeldebetriebsämter mit professionellen Sprechern und eigenen Tonstudios betrieben wurden. Zu der Bandbreite der angebotenen Telefonbanddienste gehörten Horoskope, Rezepte, Börsenkurse, Nachrichten, Schneeberichte, Wasserpegelstände, aber auch Schallplatten der Woche, Sagen und Märchen, und medizinische Ratschläge.
Die Rufnummern 1500 bis 1599 wurden im Jahr 2009 abgeschaltet. Seither gibt es nur noch wenige, meist kostenpflichtige, Telefonnachrichtendienste.

## Schweiz
In der Schweiz wurde der Telefonnachrichtendienst 1950 eingeführt. Das Informationsangebot in Deutsch, Französisch und Italienisch konnte über eine dreistellige Telefonnummer angewählt werden. Die Nachrichten dauerten drei Minuten und wurden mehrmals täglich durch neue Meldungen ersetzt. Zuständig für die Redaktion war die Schweizerische Depeschenagentur (SDA). Die Texte wurden im Telefonamt der Berner Hauptpost meist von Angestellten der Post-, Telefon- und Telegrafenbetriebe (PTT) auf Band gesprochen.
Bis in die achtziger Jahre waren die Telefonnachrichten ein häufig genutztes Angebot. Mit der Einführung stündlicher Radionachrichten und dem Aufkommen des Lokalradios verloren sie an Bedeutung. Ende 1997 wurde der Telefonnachrichtendienst in der Schweiz eingestellt.
Im Unterschied zur Telefonzeitung sendete der Telefonnachrichtendienst in der Schweiz ausschliesslich aktuelle Informationen.
Zu unterscheiden ist der Telefonnachrichtendienst vom schweizerischen Telefonrundspruch, bei dem als Drahtfunk von 1931 bis 1998 Radioprogramme über Telefonleitungen übertragen wurden.